# Gacheh
Gacheh (persiska: گچه) är en ort i Iran.   Den ligger i provinsen Teheran, i den centrala delen av landet, 100 km öster om huvudstaden Teheran. Gacheh ligger 1 482 meter över havet och antalet invånare är 185.
Terrängen runt Gacheh är kuperad söderut, men norrut är den bergig. Gacheh ligger nere i en dal.Runt Gacheh är det ganska glesbefolkat, med 23 invånare per kvadratkilometer. Närmaste större samhälle är Ḩeşār Bon, 5,2 km nordväst om Gacheh. Trakten runt Gacheh är ofruktbar med lite eller ingen växtlighet.